# Live Rare Remix Box
Live Rare Remix Box — бокс-сет компиляция группы Red Hot Chili Peppers, выпущенная в 1994 году. Бокс содержит три CD, которые называются «Live», «Rare» и «Remix». По сути live, rare и remix треки являются коллекцией B-side’ов со всех пяти синглов альбома «Blood Sugar Sex Magik», вышедшего в 1991 году.

## Об альбоме
Несмотря на успех «Blood Sugar Sex Magik», в 1992 году группу покидает Джон Фрушанте. После нескольких смен гитаристов, в 1993 году в группу приходит гитарист Jane’s Addiction Дейв Наварро. Хотя «перцы» уже записали некоторый материал для следующего альбома «One Hot Minute» в 1994, Энтони Кидис уже в конце 1993 года снова начал принимать наркотики, чем отложил запись вокала до 1995 года, когда альбом наконец вышел. Возможно из-за таких задержек с выпуском альбома (период между выходом «Blood Sugar Sex Magic» и «One Hot Minute» составил 4 года), «Live Rare Remix Box» явился своего рода «затычкой», чтобы успокоить фанатов группы.

## Список композиций

### Live CD
1. «Give It Away (In-progress)» — 3:43
2. «Nobody Weird Like Me (Live)» — 5:03
3. «Suck My Kiss (Live)» — 3:45
4. «I Could Have Lied (Live)» — 4:33

### Rare CD
1. «Soul to Squeeze» — 4:50
2. «Fela’s Cock» — 5:10
3. «Sikamikanico» — 3:25
4. «Search and Destroy» — 3:34

### Remix CD
1. «Give It Away (12» Mix)" — 6:02
2. «Give It Away (Rasta Mix)» — 6:47
3. «If You Have to Ask (The Disco Krisco Mix)» — 7:32
4. «If You Have to Ask (Scott & Garth Mix)» — 7:12
5. «If You Have to Ask (The Friday Night Fever Blister Mix)» — 6:34